# Burton Bradstock
Burton Bradstock – wieś w Anglii, w hrabstwie Dorset, w dystrykcie (unitary authority) Dorset. Leży 21 km na zachód od miasta Dorchester i 203 km na południowy zachód od Londynu. W 2001 miejscowość liczyła 979 mieszkańców.